# Портрет на Елиезер Алшех
„Портрет на Елиезер Алшех“ е картина на българския художник Кирил Цонев от 1928 г.
Картината е нарисувана на платно с маслени бои. Представлява портрет на българския и аржентински художник Елиезер Алшех. Размерите на картината са 54 × 39 cm. Съхранява се във фонда на Националната художествена галерия в София.